# 안윤호
안윤호(安潤鎬, 1972년 3월 23일 ~ )은 전 KBO 리그 야구 선수의 투수이다.

## 출신학교
경주고를 졸업하고 동아대 시절 정통파 우완으로 통산 23경기출장에 6승4패 방어율 4.05의 성적이다. 스피드는다소 떨어지지만 제구력이 좋아 중간계투요원이었다.

## 프로 시절
1995년 삼성 라이온즈의 1차 지명을 받아 입단하였으나. 단 1경기 밖에 출전하지 못하여 이렇가할 성적을 거두지 못하고 3년 후 1997년 은퇴하였다.

## 현재 근황
은퇴 후 다시 경주시로 돌아와 모교인 경주고 야구부 코치로 활약하고 있다.

## 출신학교
- 1988년 ~ 1991년 : 경주고등학교
- 1991년 ~ 1995년 : 동아대학교 (1991학번)

## 연봉
- 10억